# Le Poney rouge
Le Poney rouge (titre original : The Red Pony) est un roman court pour la jeunesse de John Steinbeck, publié en 1933 aux États-Unis. 
Le roman est traduit en français par Marcel Duhamel et Max Morise en 1946 dans le recueil La Grande Vallée, puis, en duo avec La Perle, dans une édition pour enfants au Club des jeunes amis du livre no 39 en 1961. Il connaît ensuite de nombreuses rééditions.
Dans l'édition française de La Grande Vallée, une nouvelle a été ajoutée à la suite du "Poney Rouge" : "Le Chef", qui reprend le même lieu et les mêmes personnages que celle-ci : Jody, ses parents Carl Tiflin et Mme Tiflin, et le garçon de ferme Billy Buck.

## Résumé
Jody est un petit garçon un peu rêveur et solitaire, qui vit dans un ranch en Californie avec ses parents et le garçon d'écurie Billy Buck. Sa vie se déroule sans contretemps entre l'école et les travaux de la ferme quand un matin, il découvre un poney rouge que lui a offert son père, dans la grange. Jody commence à le dresser avec Billy Buck, espérant le jour où il pourra le monter, mais ce jour-là le poney tombe malade.

## Éditions
- (en) The Red Pony John Steinbeck, mai 1933, Penguin Books.
- Le Poney rouge, dans La Grande Vallée, éditions Gallimard, Du monde entier, 1946
- Le Poney Rouge, précédé par La Perle, Compagnie des libraires et des éditeurs associés, Club des jeunes amis du livre no 39, 1960
- Le Poney rouge, éditions Gallimard, grands textes illustrés, 1er novembre 1981  (ISBN 2-07-058111-X)
- Le Poney rouge, éditions Gallimard, Folio bilingue 20 mai 2003  (ISBN 2-07-042342-5)
- Le Poney rouge, éditions Gallimard, Folio junior, 15 mars 2007  (ISBN 978-2-07-061267-3), 132 p.

## Adaptations

### Au cinéma
- 1949 : Le Poney rouge, film américain réalisé par Lewis Milestone, avec Myrna Loy, Robert Mitchum et Louis Calhern

### À la télévision
- 1973 : Le Poney rouge, téléfilm américain réalisé par Robert Totten, avec Henry Fonda, Maureen O'Hara et Ben Johnson